# Steinkreis von M'zora

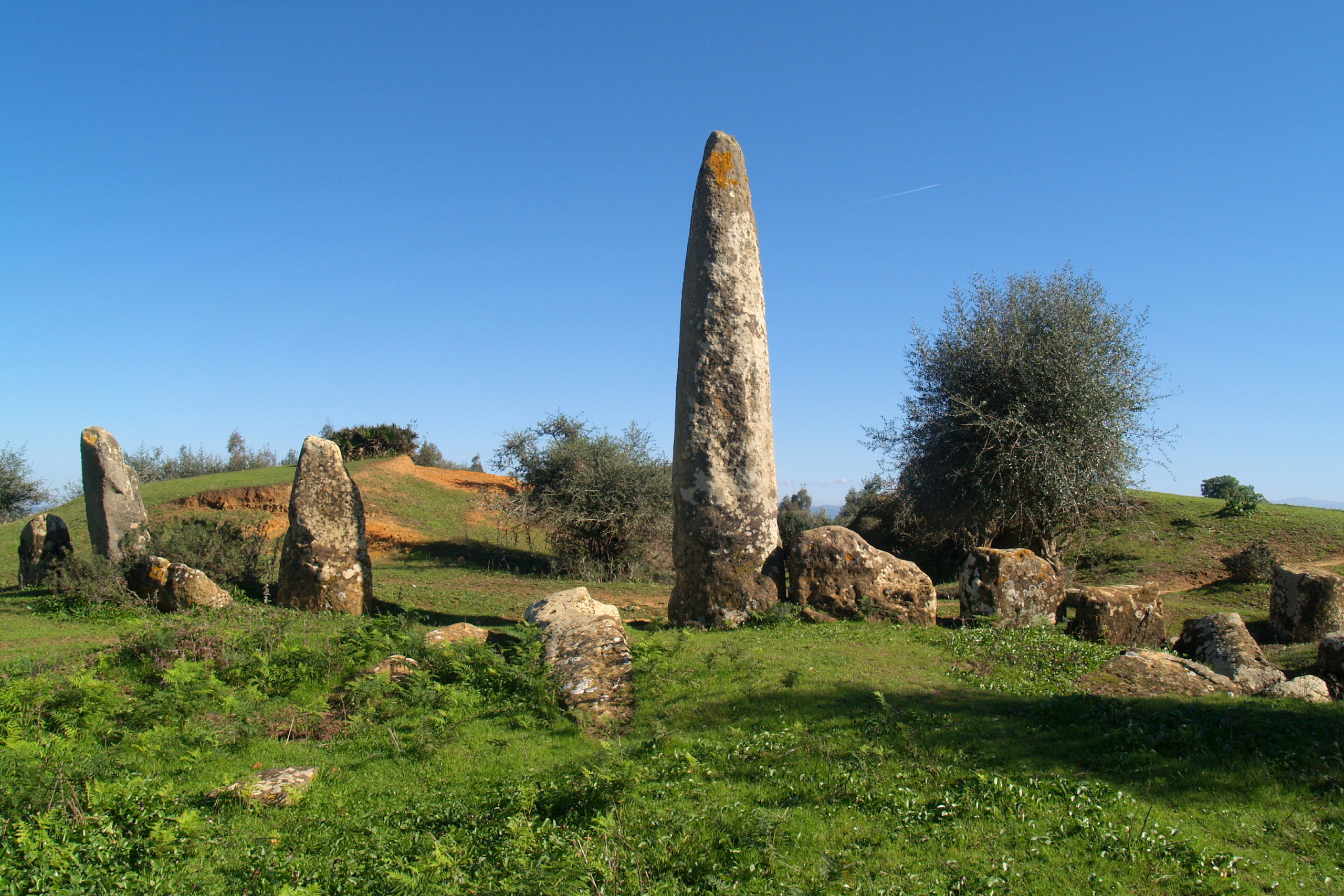
Steinkreis von M'zora mit El Uted-Menhir

Der Steinkreis von M'zora gehört zu den wenigen Überresten der Megalithkultur in Marokko. Die Anlage besteht aus 167 Steinen, die durchschnittlich nur etwa 1,50 m hoch sind und kreisförmig mit einem Durchmesser von etwa 58 m angeordnet sind. Bereits in antiker Zeit wurde die Anlage in einen Grabhügel (Bazina) für einen Berberfürsten umgewandelt.

## Lage
Der Steinkreis (cromlech) befindet sich südöstlich von Asilah etwa 10 km von der Atlantikküste entfernt. In einer Höhe von etwa 100 m ist er in eine sanfte und fruchtbare Hügellandschaft eingebettet. Der Tumulus von El Gour ist der nächstgelegene vergleichbare Bau.

## Geschichte
Über die Geschichte des Steinkreises ist nichts bekannt; sein Alter dürfte etwa 5000 Jahre betragen. Um die Zeitenwende (d. h. wahrscheinlich im 1. oder 2. Jahrhundert n. Chr.) wurde das Innere zu einem Tumulus umgestaltet; die Megalithen dienten fortan als dessen Einfassung. Durch Naturkräfte und Menschenhand ist der Tumulus inzwischen jedoch weitgehend abgetragen worden.
In unmittelbarer Nähe des Cromlech liegen einige große zerbrochene Menhire auf dem Erdboden – ob sie beim Transport oder beim Aufrichten zerbrochen sind oder aber bei einem Erdbeben oder gar von Menschenhand umgestürzt wurden, ist unklar.

## Architektur

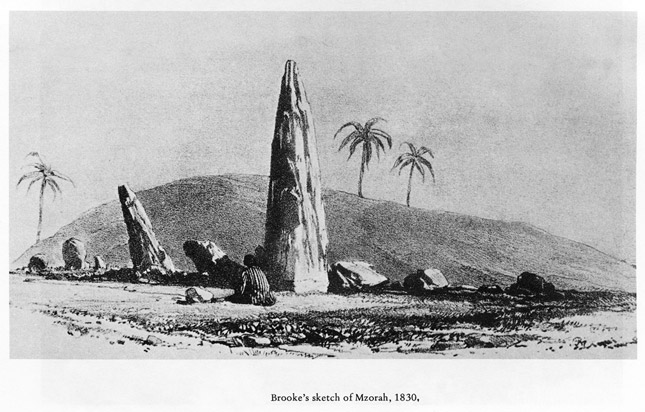
Phantasievolle Zeichnung des Steinkreises (1830)

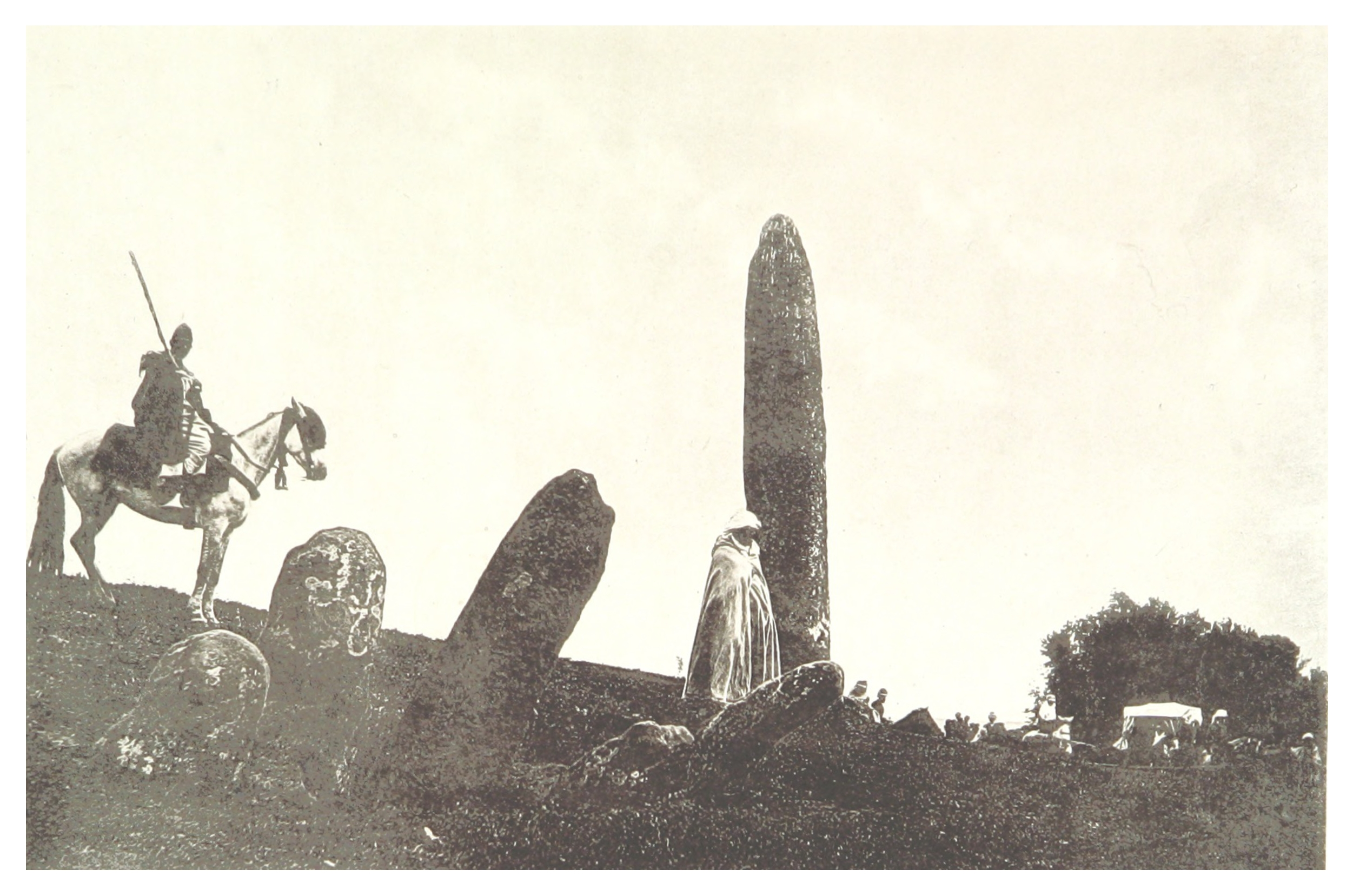
Foto von 1880

Der Steinkreis hat einen Durchmesser von ca. 58 m und besteht aus über 160 weitgehend unbearbeiteten Steinen, von denen die meisten nicht mehr als 1,50 m über dem Bodenniveau erreichen. Lediglich der als l-uted الوتد (marokkanisches Arabisch, "Pflock", Hocharabisch al-watad) bezeichnete größte und außerdem geglättete Menhir erreicht eine Höhe von ca. 5,40 m über Bodenniveau (insgesamt also über 6 m); ein weiterer Stein ist ca. 4,5 m hoch. Bislang gibt es keine geologischen Untersuchungen über die genaue Herkunft der Steine, die wohl mittels Baumstammrollen und -hebeln aus der Umgebung herbeigeschafft und aufgerichtet wurden.
Der äußere Rand der Bazina bestand aus exakt behauenen Steinen mit den ungefähren Maßen von 60 × 30 × 15 cm; die meisten dieser Steine sind jedoch verschwunden.

## Bedeutung
Die Funktion bzw. Bedeutung aller Cromlechs ist letztlich immer noch ungeklärt. Die gängigen Hypothesen reichen vom prähistorischen Kult- oder Heilplatz, Bannkreis, Versammlungs- oder Gerichtsort bis hin zum Observatorium bzw. Sonnen- und/oder Mondheiligtum.
Die Kreisform war schon seit langem mit der Unendlichkeit bzw. mit dem Himmelsgewölbe verknüpft (vgl. Himmelsscheibe von Nebra). Der El Uted genannte Stein steht ziemlich exakt im Westen der Anlage, also gegen Sonnenuntergang, was auf eine Verbindung zu Tod und Unterwelt hindeuten könnte. Eine nicht näher bestimmbare kultisch-astronomische Funktion des Cromlechs ist somit wahrscheinlich.
Nach dem Umbau zu einem Tumulus, also bereits in römischer Zeit, wurde die gewaltige Anlage mit dem Grab des von Herakles all seiner Kräfte beraubten und getöteten Riesen Antaios, dem Sohn von Gaia und Poseidon gleichgesetzt. Eine Deutung des Tumulus als Grabstätte eines regional bedeutsamen Berberfürsten ist jedoch wahrscheinlicher – diese würde sich in den nördlich der Sahara verbreiteten archäologischen Typus der Bazinas einordnen lassen.
Ein verkleinertes Modell des Cromlech befindet sich im Archäologischen Museum von Tétouan.